# Pseudamnicola tramuntanae
Pseudamnicola tramuntanae es una especie de molusco gasterópodo de la familia Hydrobiidae.

## Distribución geográfica
Es endémica de la sierra de Tramuntana en Mallorca (España).  